# Ministerstwo
Ministerstwo – urząd administracji rządowej kierowany przez ministra odpowiedzialnego za wyodrębniony dział administracji rządowej. 
W USA odpowiednikiem polskich ministerstw są departamenty, podobnie jest w Kanadzie, Szwecji, Norwegii, Szwajcarii i na Filipinach. Jako synonim ministerstwa funkcjonuje tradycyjnie określenie „resort”.

## Nawiązania kulturowe
W kulturze popularnej ministerstwem określano fikcyjne urzędy:
- Ministry of Sound – londyński klub nocny
- Ministerstwo głupich kroków – skecz Latającego Cyrku Monty Pythona
- Ministerstwo Magii – zbiór urzędów z serii książek o Harrym Potterze.